# Ново-Николаевская губерния
Ново-Николаевская губерния — административно-территориальная единица РСФСР, существовавшая в 1921—1925 годах. Центр — г. Ново-Николаевск.

## История
Губерния образована 13 июня 1921 года из Каинского и Ново-Николаевского уездов Томской губернии, Каменского и части Барнаульского уездов Алтайской губернии, а также трех волостей Славгородского уезда Омской губернии. Структура уездов и волостей в новой губернии реорганизуются — создаются на их основе новые уезды и волости. В частности, в июне 1921 года создаётся Каргатский уезд на основе реорганизованной (укрупнённой) Каргатской волости.
По состоянию на август 1921 года Ново-Николаевская губерния состоит из 5 уездов:
- Каинский уезд
- Каменский уезд
- Каргатский уезд
- Ново-Николаевский уезд
- Черепановский уезд

В 1924—1925 годах в уездах происходит разделение на районы (от 6 до 13 районов на уезд).
С 25 мая 1925 года согласно постановлению президиума ВЦИК РСФСР все губернии, уезды и волости в Сибири ликвидированы. На месте прежних уездов и волостей, в соответствии с юрисдикцией действия появившихся в 1920—1923 годах райкомов РКП(б), появляются районы, где райкомы формируют органы территориального управления и власти: райисполком, райотдел милиции, райвоенкомат, районную прокуратуру, районный суд и районную газету. Вместо губерний формируются края и области.
Территория Ново-Николаевской губернии становится частью нового Сибирского края, а город Ново-Николаевск (Новониколаевск), переименованный в 1926 году в Новосибирск, становится столицей края.

## Споры о наименовании
Официальное наименование было принято с обязательным написанием дефиса: Ново-Николаевская, по наименованию города и базового уезда: Ново-Николаевск (город) и Ново-Николаевский (уезд) — соответственно. Это единственное официальное наименование, использовавшееся в официальных документах. Нет ни единого официального документа 1921—1927 гг. о принятии и утверждении наименования как Новониколаевская губерния. Кроме принятия правил изменения русского языка (в том числе в части наименований) 1934 года, когда в СССР было закреплено использование бездефисных наименований. То есть — за пределами исторического периода существования реального субъекта РСФСР и СССР.
Однако одновременно в неофициальных публикациях иногда употреблялось словосочетание Новониколаевская губерния. По аналогии с практикой второй половины 1920-х и начала 1930-х гг.: заменить официальное наименование города Ново-Сибирск на Новосибирск.